# 古戸町 (太田市)
古戸町（ふるとちょう）は、群馬県太田市にある地名（町丁）。郵便番号は373-0826。

## 概要
沢野地区にある町丁。

## 地理
西部に石田川が流れている。
南部は利根川を境に埼玉県と接している。

### 古戸町内の区
古戸町（沢野地区）の行政区の一覧。
| 地区     | 行政区 | 読み         | 区域       |
| -------- | ------ | ------------ | ---------- |
| 沢野地区 | 古戸町 | ふるとちょう | 古戸町全域 |

### 近隣町丁
- 高林南町
- 高林北町
- 末広町

## 世帯数と人口
2022年（令和4年）3月31日現在の世帯数と人口は以下の通りである。
| 町丁   | 世帯数  | 人口  |
| ------ | ------- | ----- |
| 古戸町 | 408世帯 | 938人 |

## 小・中学校の学区
市立小・中学校に通う場合、学区は以下の通りとなる。
| 番地           | 小学校           | 中学校           |
| -------------- | ---------------- | ---------------- |
| 古戸町（全域） | 太田市立南小学校 | 太田市立南中学校 |

## 交通

### 鉄道
町内に鉄道は通っていない。

### 道路
- 国道407号

## 施設
- 泉福寺